# Toužimský & Moravec
Toužimský & Moravec je nakladatelství dobrodružné literatury pro mládež.
Nakladatelství vzniklo v roce 1933 spojením firem knihkupce Jana Toužimského (1898–1980) s tiskařem Jaroslavem Moravcem (1900–1974), bývalým redaktorem firmy J. R. Vilímek. Firma vydávala ve vysokých nákladech díla Karla Maye, příběhy letce Bigglese, sešity s příběhy Tarzana a další tituly populární literatury pro mládež. Kmenovým ilustrátorem byl Zdeněk Burian. Nakladatelství skončilo činnost při znárodnění v roce 1949.
V roce 1990 obnovili potomci původních majitelů společný podnik s obdobnou vydavatelskou náplní. V roce 1992 byl podnik rozdělen mezi obě rodiny. Moravcové provozují dále nakladatelství pod původním jménem, zeť Jana Toužimského Miroslav Hrach založil vlastní firmu Hrach, značku T & M však používá také.